# Kvisttjärnen, Värmland
Kvisttjärnen är en sjö i Karlskoga kommun i Värmland och ingår i Göta älvs huvudavrinningsområde. Sjön är 6 meter djup, har en yta på 0,005 kvadratkilometer och är belägen 228 meter över havet.